# Queens
Queens là quận lớn nhất tính theo diện tích, hạng nhì tính theo dân số, và nằm xa về phía đông nhất trong số năm quận mà hình thành Thành phố New York. Các ranh giới của quận nằm tương đương với ranh giới của Quận Queens (quận tiểu bang), một đơn vị hành chính của tiểu bang New York.
Nằm trên phần phía tây của Long Island, Queens là nơi có đến hai trong số ba phi trường lớn của Vùng đô thị New York (Phi trường Quốc tế John F. Kennedy và Phi trường LaGuardia). Nó cũng là nơi có đội bóng chày New York Mets; nơi tranh giải quần vợt Mỹ Mở rộng; có Công viên Flushing Meadows–Corona; Kaufman Astoria Studios; và Silvercup Studios.
Theo cuộc thăm dò cộng đồng Mỹ năm 2005, di dân chiếm 47,6% dân số của Queens. Với dân số 2,3 triệu, nó là quận đông dân hạng hai tại Thành phố New York (sau Brooklyn) và là quận tiểu bang đông dân thứ 10 tại Hoa Kỳ. Nó cũng là quận tiểu bang có mật độ dân số đông thứ tư tại Hoa Kỳ (sau các quận tiểu bang chứa Manhattan, Brooklyn và the Bronx). Con số 2,3 triệu là dân số lịch sử cao nhất của quận. Nếu mỗi quận (borough) là một thành phố độc lập thì Brooklyn và Queens sẽ trở thành các thành phố lớn hạng bốn và hạng năm tại Hoa Kỳ, theo thứ tự vừa nói đến.

## Lịch sử
Queens được thành lập vào năm 1683 như là một trong 12 quận ban đầu của tỉnh New York và được cố ý được đặt tên theo "Vương hậu" Catarina Henriqueta của Bồ Đào Nha (1638-1705), công chúa Bồ Đào Nha, vợ của Vua Charles II của Anh năm 1662.

## Quận ngoại ô của New York
Quận thường được xem là một trong số các quận ngoại ô (khi lấy quận Manhattan làm chuẩn) của Thành phố New York. Các khu dân cư trong phần giữa Queens, nam Queens, và đông Queens có vẻ mặt giống như các khu ngoại ô giáp ranh phía tây của quận Nassau. Tuy nhiên trong phần tây bắc, Queens là nơi có nhiều khu dân cư nội thành và các khu thương mại trung tâm. Long Island City nằm ở mặt trước sông của Queens phía ngang Manhattan là nơi có Tòa nhà Citicorp, tòa nhà chọc trời cao nhất của New York nằm bên ngoài Manhattan, và cao nhất trên Long Island (Queen chỉ nằm 1 góc trên đảo này).
| Sơ lược về năm quận của New York  |                    |                                 |               |               |
| Khu vực thẩm quyền                | Khu vực thẩm quyền | Dân số                          | Diện tích đất | Diện tích đất |
| Quận (thành phố)                  | Quận (tiểu bang)   | ước tính vào 1 tháng 7 năm 2008 | dặm vuông     | Cây số vuông  |
| Manhattan                         | New York           | 1.634.795                       | 23            | 59            |
| the Bronx                         | Bronx              | 1.391.903                       | 42            | 109           |
| Brooklyn                          | Kings              | 2.556.598                       | 71            | 183           |
| Queens                            | Queens             | 2.293.007                       | 109           | 283           |
| Đảo Staten                        | Richmond           | 487.407                         | 58            | 151           |
| Thành phố New York                | Thành phố New York | 8.363.710                       | 303           | 786           |
| Tiểu bang New York                | Tiểu bang New York | 19.490.297                      | 47.214        | 122.284       |
| Nguồn: Cục điều tra dân số Hoa Kỳ |                    |                                 |               |               |

## Các quận giáp ranh
- The Bronx (quận Bronx)
- quận Nassau
- Brooklyn (quận King)
- Manhattan (quận New York)